# Nechama Tec
Nechama Tec, née le 15 mai 1931 à Lublin en Pologne et morte le 3 août 2023 à New York, est professeur émérite de sociologie à l'université du Connecticut à Stamford, aux États-Unis, spécialiste de la Shoah. Elle est notamment l'autrice du livre Defiance, qui a servi de base au film Les Insurgés (2008).

## Biographie
Née à Lublin, en Pologne, elle a 8 ans lorsque la Pologne est envahie par l'Allemagne nazie. Elle doit sa survie à des religieux catholiques polonais qui la cachent,. Elle émigre en Israël à la fin de la guerre, puis de là aux États-Unis en 1952, où elle obtient un Ph. D. de sociologie à l'université Columbia en 1963.